# Tim Scott (polityk)
Tim Scott, wł. Timothy Eugene Scott (ur. 19 września 1965 w North Charleston) – amerykański polityk, działacz Partii Republikańskiej. Od 2013 roku pełni funkcję senatora Stanów Zjednoczonych 3. klasy z Karoliny Południowej. Wcześniej przez 2 lata reprezentował w Izbie Reprezentantów 1. okręg wyborczy tego stanu.
W 2010 roku został wybrany do Izby Reprezentantów z 1. okręgu wyborczego Karoliny Południowej. Okręg ten obejmuje m.in. Charleston. Tym samym stał się pierwszym czarnoskórym republikaninem wybranym w Karolinie Południowej do Kongresu od 1897.
Po nagłej rezygnacji senatora Jima DeMinta pod koniec 2012 roku gubernator Karoliny Południowej – Nikki Haley mianowała Scotta na jego miejsce. W 2014 Scott wystartował w wyborach specjalnych. Nie miał najmniejszych problemów w prawyborach, w których uzyskał prawie 90% głosów. Karolina Południowa, jak i całe Głębokie Południe jest bardzo konserwatywna i w ostatnich latach dominują tam republikanie. Scott nie miał więc żadnych problemów w wyborach ogólnych. Pokonał demokratkę Joyce Dickerson 61%-37%.
W 2016 roku został wybrany na pełną, 6-letnią kadencję. W wyborach pokonał kandydata demokratów Thomasa Dixona stosunkiem głosów 61%-37%.